# Březnice, Příbram
Březnice là một thị trấn thuộc huyện Příbram, vùng Středočeský, Cộng hòa Séc.